# Фридрих фон Геминген (1587 – 1634)
Фридрих фон Геминген (на немски: Friedrich von Gemmingen; Friedrich von Gemmingen-Fürfeld; * 15 октомври 1587 във Фюрфелд, част от Бад Рапенау; † септември 1634 при Гермерсхайм) е благородник от род Геминген, господар на Фюрфелд (част от Бад Рапенау) и Ешенау (част от Оберзулм) в Баден-Вюртемберг.
Той е син на Плайкард фон Геминген (1536 – 1594) и втората му съпруга Анна Фелицитас Ландшад фон Щайнах, дъщеря на Фридрих Ландшад фон Щайнах († 1583) и Маргарета фон Ментцинген († сл. 1594). По-малък полубрат е на Волф Филип (1564 – 1597) и Ханс Дитер (* 1566). По-малкият му брат Райнхард (1591 – 1638), женен за Анна Агнес Грек фон Кохендорф († 1635), е бездетен.
След ранната смърт на баща им Фридрих и брат му Райнхард] (1591 – 1638) са под опекунството на Волф Конрад Грек фон Кохендорф. Братята се женят по-късно за дъщерите на техния опекун.
Фридрих следва с брат си Райнхард през 1607 г. в Орлеан. Той има собственост в Ешенау и през 1634 г. е убит от крадци при Гермерсхайм през Тридесетгодишната война. Съпругата му Анна Сибила Грек фон Кохендорф поръчва златни верижки за децата си с парите от продажбата на вино в Ешенау преди битката при Ньордлинген. Когато по-късно фамилията трябва да бяга от войната, верижките са продадени в Шпайер. Синовете на Фридрих и Анна нямат мъжки наследници и така с неженения им син Вайрих през 1678 г. страничната линия на фамилията измира по мъжка линия.
Фамилията фон Геминген притежава Ешенау от 1518 г. През 1650 г. фамилията фон Геминген продават двореца и селото Ешенау на фамилията Мозер фон Филзек.

## Фамилия
Фридрих фон Геминген се жени на 6 юни 1610 г. в Кохендорф, Пфалц за Анна Сибила Грек фон Кохендорф (* 1594, Кохендорф, Пфалц; † 17 юни 1671, Бонфелд, накрая глуха и без спомени), дъщеря на Конрад Грек фон Кохендорф (1561 – 1614) и Бенедикта фон Геминген (1572 – 1628), внучка на Вайрих фон Геминген (1493 – 1548), дъщеря на Леонхард фон Геминген (1536 – 1583) и Естер фон Бьодигхайм (1536 – 1598). Съпругата му Анна Сибила получава по-късно наследството на нейната сестра Анна Агнес († 1635), която е омъжена за Райнхард (1591 – 1638), братът на Фридрих. За наследството на сестрите дълго се водят преговори. Те имат децата:
- Сибила Фелицитас († 1654), омъжена 1650 г. за Ахилес Кристоф фон Геминген (* 19 ноември 1619; † 3 август 1676 в Престенек)
- Анна Бенедикта (* 14 юли 161, Ешенау; † 25 октомври/2 ноември 1647, Хорнберг, погребана в Некарцимерн), омъжена на 1 октомври 1639 г. в Некарцимерн за Вайпрехт фон Геминген-Хорнберг (* 21 октомври 1608, Опенхайм; † 21 март 1680, замък Хорнберг)
- Волф Фридрих (1612 – 1666), женен за Анна Праксидис фон Ментцинген
- Вайрих (1622 – 1678), неженен